# パト・フ
Pato Fu（パト･フ）とは、ブラジルのミナスジェライス州ベロ・オリゾンチ出身で1992年結成されたバンドである。

## 概要

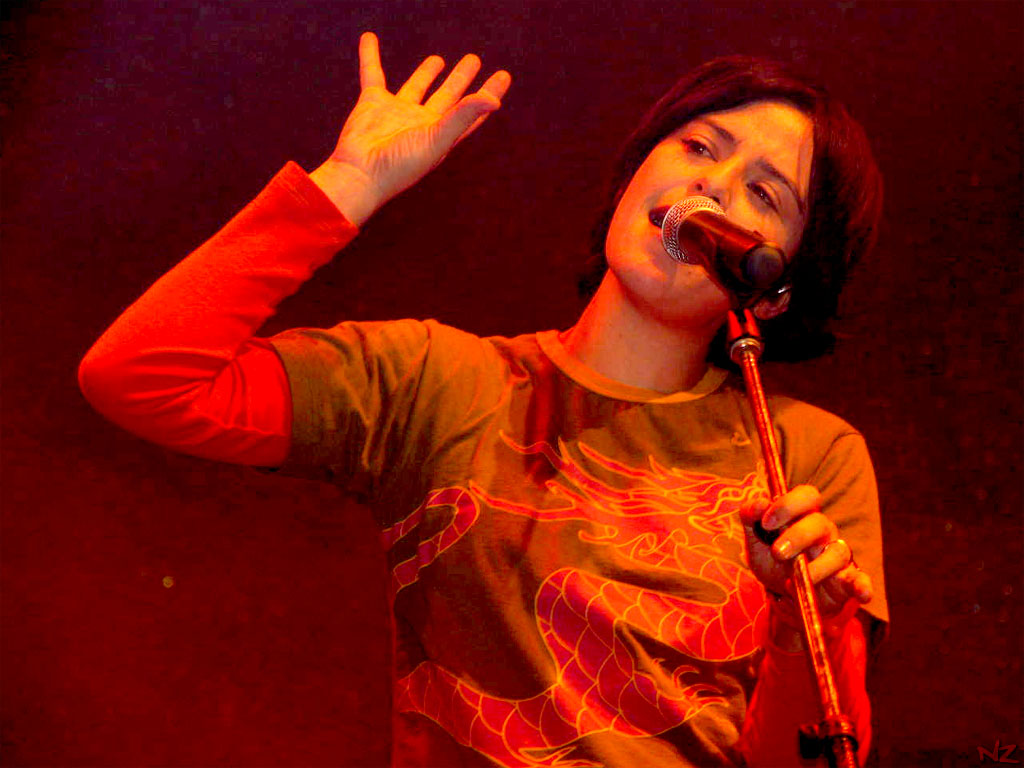
Pato Fuのボーカル、フェルナンダ・タカイ。

## メンバー
- フェルナンダ・タカイ（ポルトガル語版、英語版） - ヴォーカル、エレクトリックギター、ヴィオラォン（日系ブラジル人）
- ジョン・ウリョア（ポルトガル語版） - エレクトリックギター、ヴィオラォン、カヴァキーニョ、プログラミング
- ルル・カマルゴ（ポルトガル語版） - ピアノ、キーボード、アコーディオン
- リカルド・コクトゥス（ポルトガル語版） - ベース、ヴォーカル、パンデイロ
- サンジ・タミエティ（ポルトガル語版） - ドラムス、パーカッション